# 四槓
四槓（另稱十八羅漢，因为胡牌时有4×4+2=18张牌）是麻将的一种胡牌形式。在国标麻将是88番，在日本麻将中是役满，香港麻雀是封頂例牌（13番）。由累计四个槓子（明槓和暗槓均可）和一对雀头组成。在较早的规则中只需要四个槓子，不需要凑成雀头也可和牌，若摸到的岭上牌恰好凑成雀头则为双倍役满。

## 日麻中的「四槓子」
想要和成四杠子最后必然会裸单骑，这也是它和出难度高的原因之一。如果说和出天和需要极致的运气的话，那和出四杠子则需要极致的运气与一定的实力。
是麻雀中出現率最低的役，和出率约43万分之一，仅次于它的天和则是33万分之一。

### 概要
使用任意牌采用类似下面的形式胡牌:

### 与其他役的复合
四槓子必定和对对胡复合。四暗杠加计四暗刻
日麻中四槓子可以和以下役种复合：立直、一发、门前清自摸和、断幺九、役牌、岭上开花、海底捞月、河底捞鱼、三暗刻、混老头、三色同刻、小三元、混一色、清一色、大三元、四暗刻、字一色、小四喜、大四喜、绿一色、清老头、四连刻。
而大部分正規麻將中可以與 
番子系
字一色 大四喜 小四喜 大三元 小三元 三元牌 圈風刻 門風刻
序數派系
清一色 清么九
四槓子不能与顺子系役种、天和、地和、人和复合。

### 青天井条件下的得分
(以下不考虑八连庄)
最低基本点：（由中张牌的四个明槓与一对不能成役牌的雀头在不和其他役复合的情况下荣和）基本点=（20+8*4+2）*2^（13+2）=1769472。
最高基本点：（四槓子与立直、一发、海底捞月、连风役、中、发、白三役牌、大三元、四暗刻、字一色复合后以一个字牌雀头荣和）基本点=（20+10+32*4+2）*2^(1+1+1+2+3+13+13+13+13+2)=7.38*10^20。但是青天井规则单局上限为庄60亿,子40亿
 
即使不是青天井，四槓子也很难和其他役满复合。

### 難點
湊足四組槓子的機會非常小，甚至比日本人認為的終極役滿「九蓮寶燈」還難，所以有些規則會把四槓子破格視為雙倍役滿。
- 大明槓的弊端：由於日麻的大明槓利少弊多，且同樣是由四組暗刻組成的四暗刻同為役滿，因此牌手們通常會選擇隱蔽性且較難察覺的四暗刻。
- 被搶槓的風險：通常的四槓子都是明刻子的小明槓堆疊到二組以上時才會有拚四槓子的想法，但由於槓子過多會引起對手警戒外，頻繁的小明槓也會相應的提升遭到搶槓的風險。
- 裸單騎的特性：裸單騎基本上沒有防守的機會，因此四槓子的成形是捨棄防守的絕對進攻。
- 宣告役滿確定：即使是牌河不自然且醒目的国士无双、字一色、清老頭，最多也是對手重點警戒但不一定知道是否已經聽牌。而四槓子因為都是槓子確實的放在桌上，使得對手們明確地知道役滿確定聽牌而棄牌轉為防守，因此四槓子最後的裸單騎多半只能自摸。
- 遭遇四槓散了：通常三槓子的時候就會引起對手警戒，這時即使是手中持有三暗刻在博四暗刻的牌手也會考慮中途進行大明槓以四槓散了流局阻止四槓子成型。
- 寶牌指示全開：由於槓子的出現會開啟新的懸賞牌指示，在完成四槓子的同時也意味著寶牌指示全開，相應的對手手中可能持有的寶牌更多外，也使得對手終局可能的榮和得點更高。且四槓子的裸單騎難以防守，因此也會有對手在能門前清多面聽的前提下選擇立直聽牌以博取可能存在的裏寶牌。